# Alan Levy

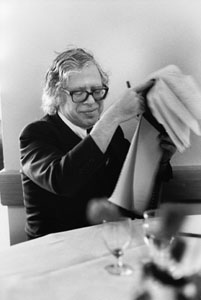
Alan Lévy

Alan Levy (* 10. Februar 1932 in New York, NY, USA; † 2. April 2004 in Prag, Tschechien) war ein US-amerikanischer Journalist.
Alan Levy begann seine publizistische Laufbahn als Reporter und schrieb in den 1960er Jahren vor allem für das Life-Magazin.
1967 zog er mit seiner Familie nach Prag, um dort in Zusammenarbeit mit Jiří Šlitr und Jiří Suchy Stücke der beiden populären tschechischen Bühnenkünstler für den Broadway zu adaptieren. Dieses Vorhaben erfuhr jedoch durch den Einmarsch der Truppen des Warschauer Paktes ein Ende. Levy wurde Augenzeuge und Chronist des Prager Frühlings. 1971 entdeckte das kommunistische Regime Notizen und er wurde mit seiner Familie ausgewiesen. Bis 1990 lebte er in Wien. 1991 war er Mitgründer und Chefredakteur der Prague Post. 

## Veröffentlichungen
- Die Akte Wiesenthal. Aus dem Amerikanischen von Hans Mittler. Ueberreuter, Wien 1995, ISBN 3-8000-3546-4.
- Verlorener Frühling. Ein Amerikaner in Prag 1967–1971. Aus dem Amerikanischen von Tanja Krombach und Maria Gaul. Vitalis, Prag 1998, ISBN 80-85938-31-6.
- Forever, Sophia. An Intimate Portrait. Baronet Publishing, New York NY 1979, ISBN 0-89437-064-2.